# Distretto di Gorlice
Il distretto di Gorlice (in polacco powiat gorlicki) è un distretto polacco appartenente al voivodato della Piccola Polonia.

## Geografia antropica

### Suddivisioni amministrative
Il distretto comprende 10 comuni.
- Comuni urbani: Gorlice
- Comuni urbano-rurali: Biecz
- Comuni rurali: Bobowa, Gorlice, Lipinki, Łużna, Moszczenica, Ropa, Sękowa, Uście Gorlickie